# Mellette
Mellette é uma cidade localizada no estado norte-americano de Dakota do Sul, no Condado de Spink.

## Demografia
Segundo o censo norte-americano de 2000, a sua população era de 248 habitantes.
Em 2006, foi estimada uma população de 225, um decréscimo de 23 (-9.3%).

## Geografia
De acordo com o United States Census Bureau tem uma área de
0,7 km², dos quais 0,7 km² cobertos por terra e 0,0 km² cobertos por água. Mellette localiza-se a aproximadamente 395 m acima do nível do mar.

## Localidades na vizinhança
O diagrama seguinte representa as localidades num raio de 20 km ao redor de Mellette.